# 4148 McCartney
4148 McCartney este un asteroid din centura principală, descoperit pe 11 iulie 1983, de Edward Bowell.